# Johann Carl Huyn

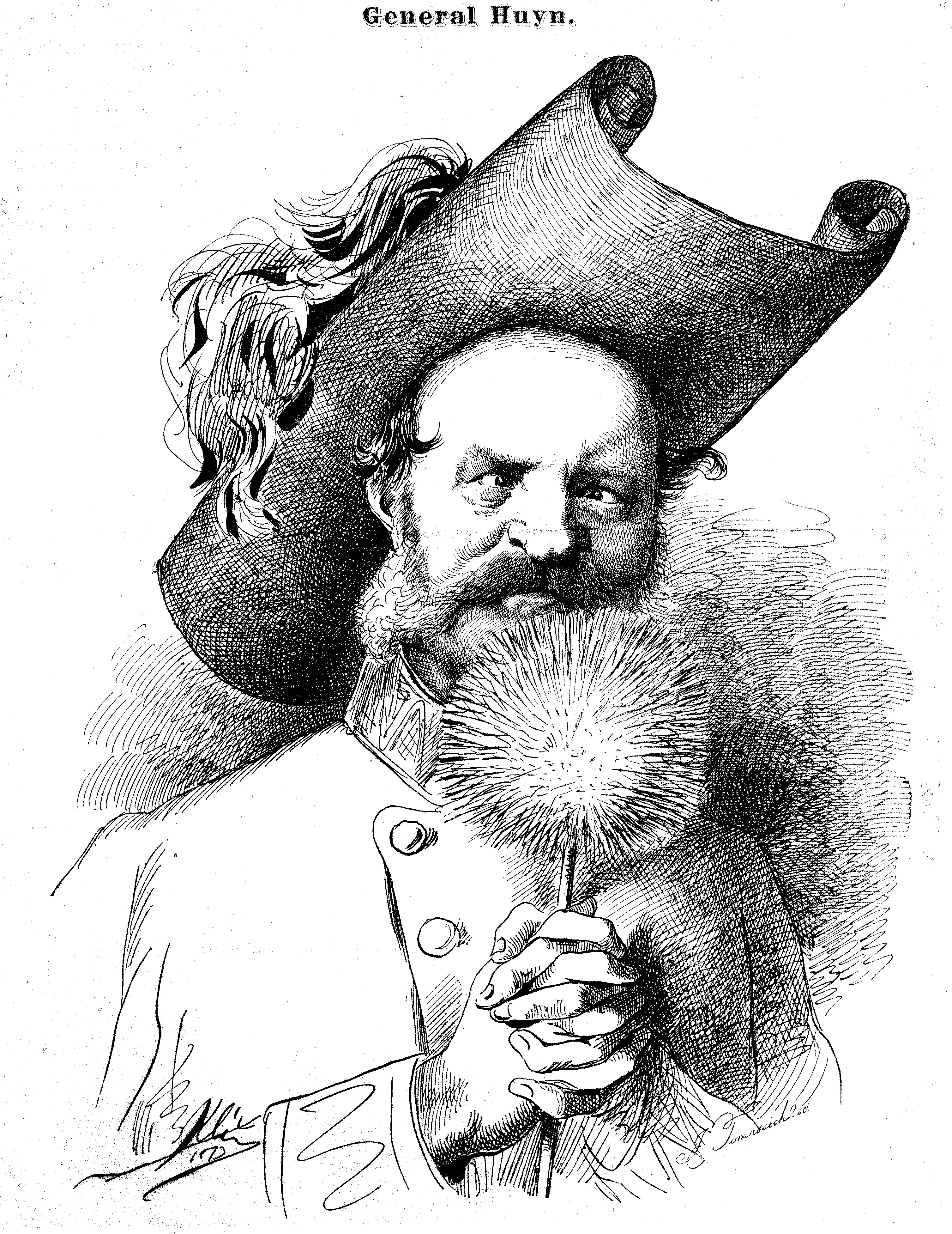
General Huyn (Karikatur von Karl Klietsch, 1873)

Graf Johann Carl August Huyn (* 10. Februar 1812 in Szigeth; † 1. September 1889 in Gmunden) war ein österreichischer Feldzeugmeister und Angehöriger des Stabes des Feldmarschalls Radetzkys in den Jahren 1840–48.

## Leben
Er stammt aus dem in der Grafenstand erhobenen Adelsgeschlecht Huyn. Seine militärische Karriere begann nach der Absolvierung der  Theresianische Militärakademie in Wiener Neustadt 1830 als Fähnrich im österreichischen Infanterieregiment Nr. 54, 1831 wurde er zum Leutnant ernannt und nach Galizien versetzt. 1832 war er Bataillonsadjutant in Prag und 1835 als Oberleutnant in den Generalquartiermeisterstab versetzt. 1840 zum Hauptmann befördert, arbeitete er im Stab des Feldmarschalls Radetzky in Italien und war von 1840 bis 1848 als diplomatischer Unterhändler in Italien tätig.
Nach der Revolution 1849 wurde er zum Major und später zum Oberstleutnant ernannt und als Generalstabschef des III. Armeekorps bestätigt. Er erwarb mehrere Auszeichnungen in der Schlacht bei Novara (1849).
Weitere Beförderungen folgten; am 5. November wurde er zum Oberst befördert und am 25. Juli 1857 zum Generalmajor, zudem wurde er Oberbefehlshaber des 4. Armeekorps. An den österreichischen Feldzügen 1859 nahm er als Befehlshaber einer Brigade in Tirol teil. Danach von 1860 bis 1865 war er Leiter des wissenschaftlichen Büros des Generalstabes.
Am 3. Juni 1865 erhielt er die Beförderung zum Feldmarschallleutnant, im folgenden Jahr wurde er als österreichischer militärischer Berater dem VIII. deutschen Armeekorps, später dem VII. deutschen Armeekorps zugeteilt. 1867 war Graf Huyn Befehlshaber mehrerer Infanterieeinheiten in Österreich, 1870 Oberbefehlshaber von Prag mit der dazu verbundenen Beförderung zum Feldzeugmeister am 28. November 1871.
Im Jahre 1874 wurde er zum Präsidenten des Obersten Militär-Justiz-Senates berufen. Bereits zwei Jahre später am 1. Juli 1876 wurde Graf Huyn auf eigenen Wunsch in den Ruhestand versetzt. Er verstarb am 1. September 1889 in Gmunden.
Johann Carl Graf Huyn heiratete am 28. Januar 1850 in Gerstburg bei Bozen Natalie Gräfin von Sarnthein. Das Paar hatte sieben Kinder, darunter den letzten österreichisch-ungarischen Militärgouverneur von Galizien, Karl Georg Graf Huyn, den letzten deutschsprachigen Fürsterzbischof von Prag, Paul Graf Huyn und den Kommandanten in der letzten großen Reiterschlacht in Europa, Otto Aloys Graf Huyn.